# Clémency (Ardennes)
Pour les articles homonymes, voir Clémency.
Clémency est une localité de Matton-et-Clémency et une ancienne commune française, située dans le département des Ardennes en région Grand Est.

## Histoire
Elle fusionne avec la commune de Matton, en 1793, pour former la commune de Matton-et-Clémency.